# Csád az olimpiai játékokon
Csád 1964 óta minden nyári olimpián részt vett, kivéve 1976-ban és 1980-ban, ennek ellenére még nem nyert olimpiai érmet. Csád egyetlen sportolója sem képviselte még hazáját a téli játékokon.
A Csádi Olimpiai és Sportbizottság 1963-ban alakult meg, a NOB 1964-ben vette fel tagjai közé.